# غليسون بريمر
غليسون بريمر هو لاعب كرة قدم برازيلي في مركز الدفاع، ولد في 18 مارس 1997 في Itapitanga ‏ في البرازيل. لعب مع نادي تورينو ويلعب مع نادي يوفنتوس الإيطالي حالياً.

## وصلات خارجية
- غليسون بريمر على موقع الاتحاد الأوربي (الإنجليزية)
- غليسون بريمر على موقع إي إس بي إن إف سي (الإنجليزية)
- غليسون بريمر على موقع قاعدة بيانات كرة القدم.إي يو (الإنجليزية)
- غليسون بريمر على موقع ليكيب (الفرنسية)
- غليسون بريمر على موقع ناشيونال فوتبول تيمز (الإنجليزية)
- غليسون بريمر على موقع Soccerbase.com (لاعب) (الإنجليزية)
- غليسون بريمر على موقع Soccerway.com (الإنجليزية)
- غليسون بريمر على موقع عالم كرة القدم.نت (الإنجليزية)
- غليسون بريمر على موقع AS.com (الإسبانية)